# Đất Chełm

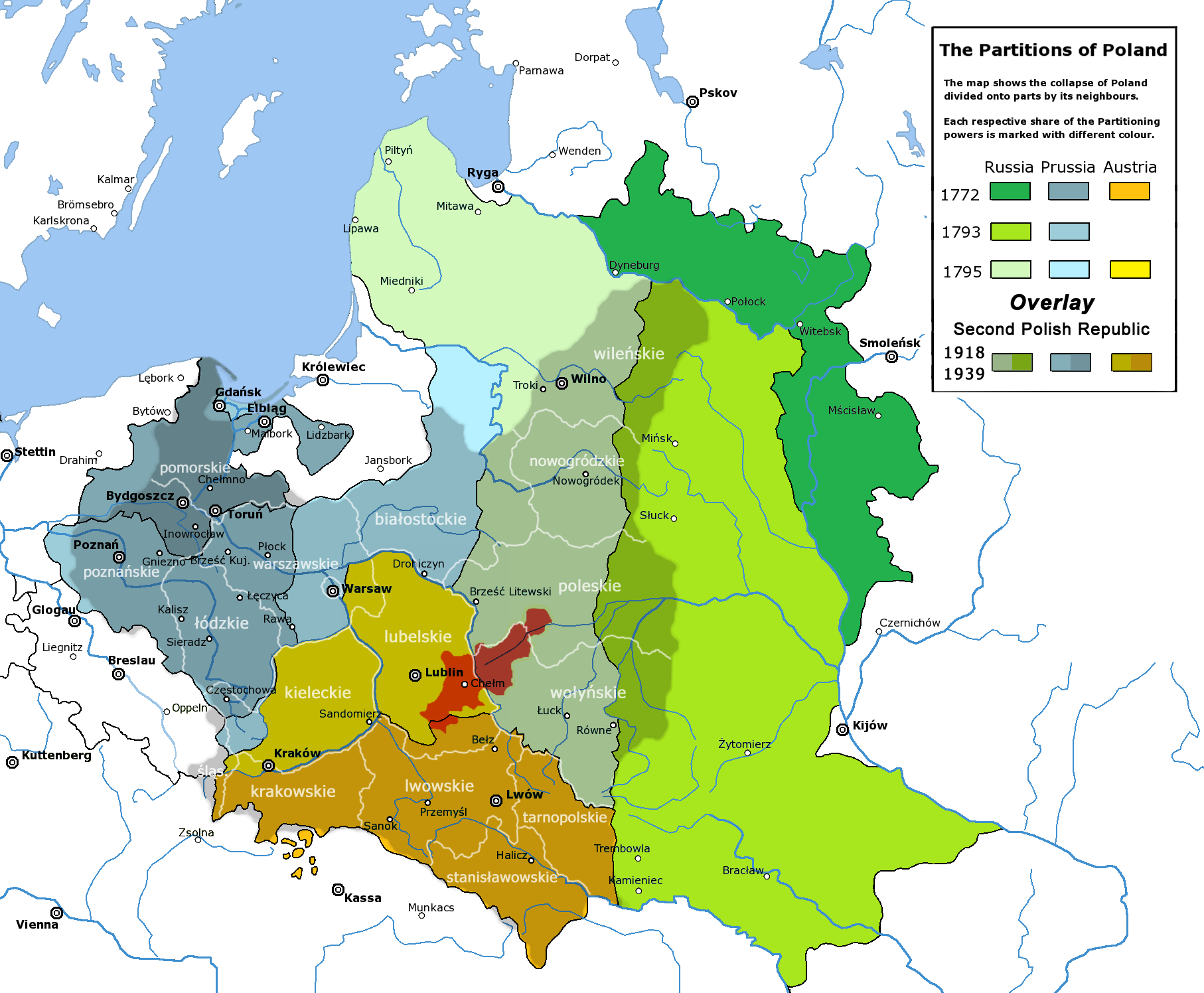
Đất Chelm (đỏ tía) trên bản đồ biến hóa lãnh thổ Ba Lan, 1619–1939.

Đất Chełm (tiếng Ba Lan: ziemia chełmska) là một khu vực của Vương quốc Ba Lan và sau này là của Thịnh vượng chung Ba Lan-Litva. Ngày nay, khu vực này nằm trong các quốc gia Ba Lan, Ukraina và Belarus. Đây là một phần tách rời của tỉnh Ruthenia, được tách khỏi phần chính của tỉnh này bởi tỉnh Bełz. Thị trấn quan trọng nhất của khu vực là Chełm. Trong Thịnh vượng chung, Đất Chełm được hưởng một địa vị đặc biệt; một số tài liệu mô tả nó như một thực thể riêng biệt - tỉnh Chełm (tiếng Latinh: Palatinatus Chelmensis).

## Lịch sử
Lúc đầu, Đất Chełm là nơi sinh sống của bộ lạc Tây Slav Lędzianie. Vào năm 981, người cai trị Kiev Rus' là Vladimir Vĩ đại đã chinh phục lãnh thổ này. Vào thời điểm này, theo nhà sử học Ba Lan Ryszard Orłowski, người cai trị Kiev Rus đã tái định cư người Ba Lan vào Rus, đồng hóa họ và đưa người Ruthenia đến những vùng đất này.

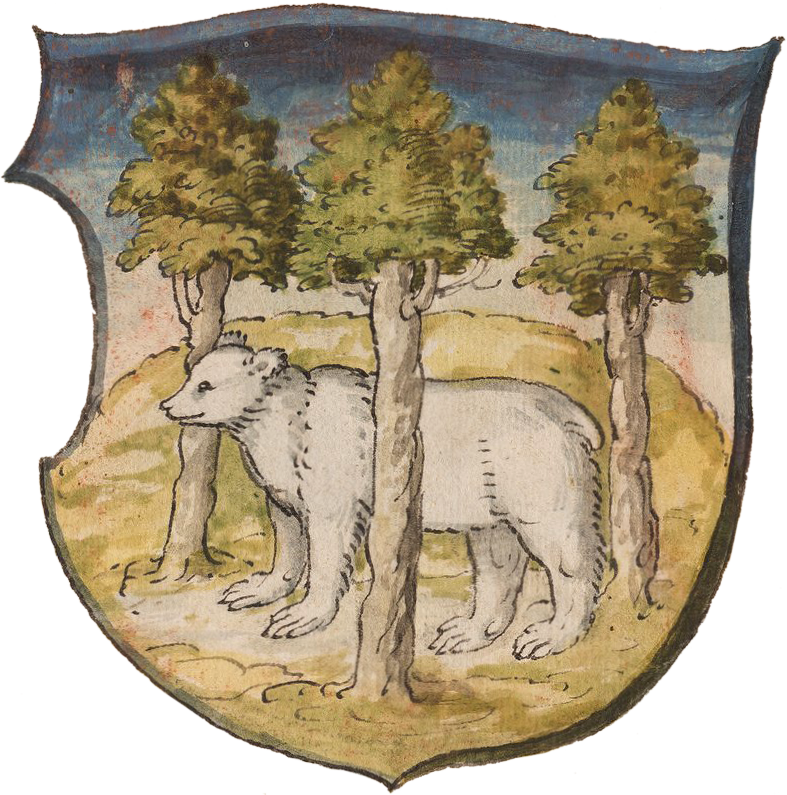
Huy hiệu Đất Chełm trong Recueil d'armoiries polonaises

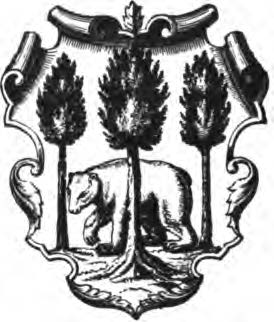
Huy hiệu Đất Chełm theo Kasper Niesiecki

Sau một số cuộc xung đột, vào khoảng năm 1240 Quốc vương Danylo của Galicia biến Chełm thành thủ phủ của một giáo phận Chính thống giáo, khiến thị trấn phát triển nhanh chóng. Sau khi Mông Cổ xâm lược Rus, khiến các quốc gia Ruthenia suy yếu, một cường quốc mới ở Đông Âu là Đại công quốc Litva chiếm đóng Chełm. Năm 1340, thị trấn bị sát nhập bởi Quốc vương Ba Lan Kazimierz Wielki, cùng với Belz, Ruthenia Đỏ và Podolia. Lúc đầu, Đất Chełm được thống nhất với Đất Belz, nhưng vào năm 1387, Quốc vương Władysław Jagiełło trao Belz làm thái ấp cho Công tước Siemowit xứ Mazowsze, trong khi Chełm trực tiếp bị sáp nhập vào lãnh địa hoàng gia Ba Lan. Các nguồn cũ hơn cho rằng Đất Chełm đã trở thành một phần của tỉnh Ruthenia vào thời điểm nó được thành lập vào năm 1434, nhưng theo nghiên cứu mới, nó vẫn là một đơn vị hành chính độc lập, có sejmik riêng biệt, cho đến đầu thế kỷ 16.
Lúc đầu, Đất Chełm bao gồm huyện Chełm và huyện Krasnystaw, nhưng vào năm 1392, lãnh thổ được mở rộng ra khu vực Hrubieszow trước đây thuộc về Đất Belz. Hơn nữa, vào những năm 1430, Đất Chełm được mở rộng thêm các khu vực rộng lớn ở phía đông sông Bug, là các huyện Ratno và Luboml. Nhìn chung, tổng diện tích của khu vực là khoảng 10.000 km², giữ nguyên hình dạng cho đến khi Ba Lan bị phân chia lần đầu (1772).
Nhà sử học và dân tộc học người Ba Lan Zygmunt Gloger đã viết vào thế kỷ 19 rằng Đất Chełm là một vùng đất tách rời của tỉnh Ruthenia, bị tỉnh Belz ngăn cách hoàn toàn với nó. Nghiên cứu mới tuyên bố rằng trong khu vực Rừng Solska có dân cư thưa thớt, Đất Chełm có thể giáp với Đất Przemysl của tỉnh Ruthenia. Sông Bug chia Đất Chełm thành hai phần không bằng nhau; hai huyện phía đông nhỏ hơn, dân cư thưa thớt hơn, là nguồn của sông Prypec, cũng như một số hồ và đầm lầy của Polesie.
Vào thế kỷ 15, Đất Chełm được chia thành các huyện sau: Chełm, Krasnystaw, Hrubieszow, Luboml và Ratno. Năm 1465, huyện Hrubieszow được sáp nhập vào huyện Chełm, và vào khoảng năm 1469, huyện Chełm sáp nhập các huyện Luboml và Ratno. Sau những thay đổi này, Đất Chełm được chia thành hai huyện: Chełm (diện tích: 7.900 km²) và Krasnystaw (diện tích: 2.000 km²). Hơn nữa, ở góc tây nam của huyện Krasnystaw là huyện Szczebrzeszyn tư hữu, một số phần của Đất Chełm cũng thuộc về lãnh địa kế tập gia đình Zamoyski.
Trong Thịnh vượng chung Ba Lan–Litva, hầu hết cư dân ở phần phía đông của Đất Chełm đều có nguồn gốc Ruthenia trong khi phần lớn người dân tộc Ba Lan sống ở khu vực phía tây. Đất Chełm cũng có các dân tộc thiểu số Do Thái, Armenia và Wallachia. Vào nửa sau của thế kỷ 16, dân số của Đất Chełm là khoảng 67.000. Năm 1636, dân số tăng lên 125.000 người, nhưng sau các cuộc chiến tranh vào những năm 1650, chẳng hạn như cuộc xâm lược của Thụy Điển vào Ba Lan, dân số giảm xuống còn xấp xỉ 100.000. Năm 1667, có 16 thị trấn và 260 làng ở huyện Chełm, trong khi ở huyện Krasnystaw có 7 thị trấn và 167 làng.
Năm 1772, Đế chế Habsburg sáp nhập phần phía nam của Đất Chełm, cùng với thị trấn Zamość. Do phân chia Ba Lan lần thứ nhất, gần như toàn bộ tỉnh Ruthenia trở thành một phần của Galicia thuộc Áo và Đất Chełm trở thành một thực thể riêng biệt, vào năm 1793 được chuyển thành tỉnh Chełm. Sau lần phân chia Ba Lan thứ ba (1795), tỉnh Chełm được phân chia giữa Áo (là một phần của Tây Galicia) và Đế quốc Nga. Điều này có nghĩa là Đất Chełm ở hình dạng ban đầu đã không còn tồn tại. Hiện tại, Đất Chełm lịch sử thuộc về ba quốc gia – Ba Lan, Ukraina và Belarus.

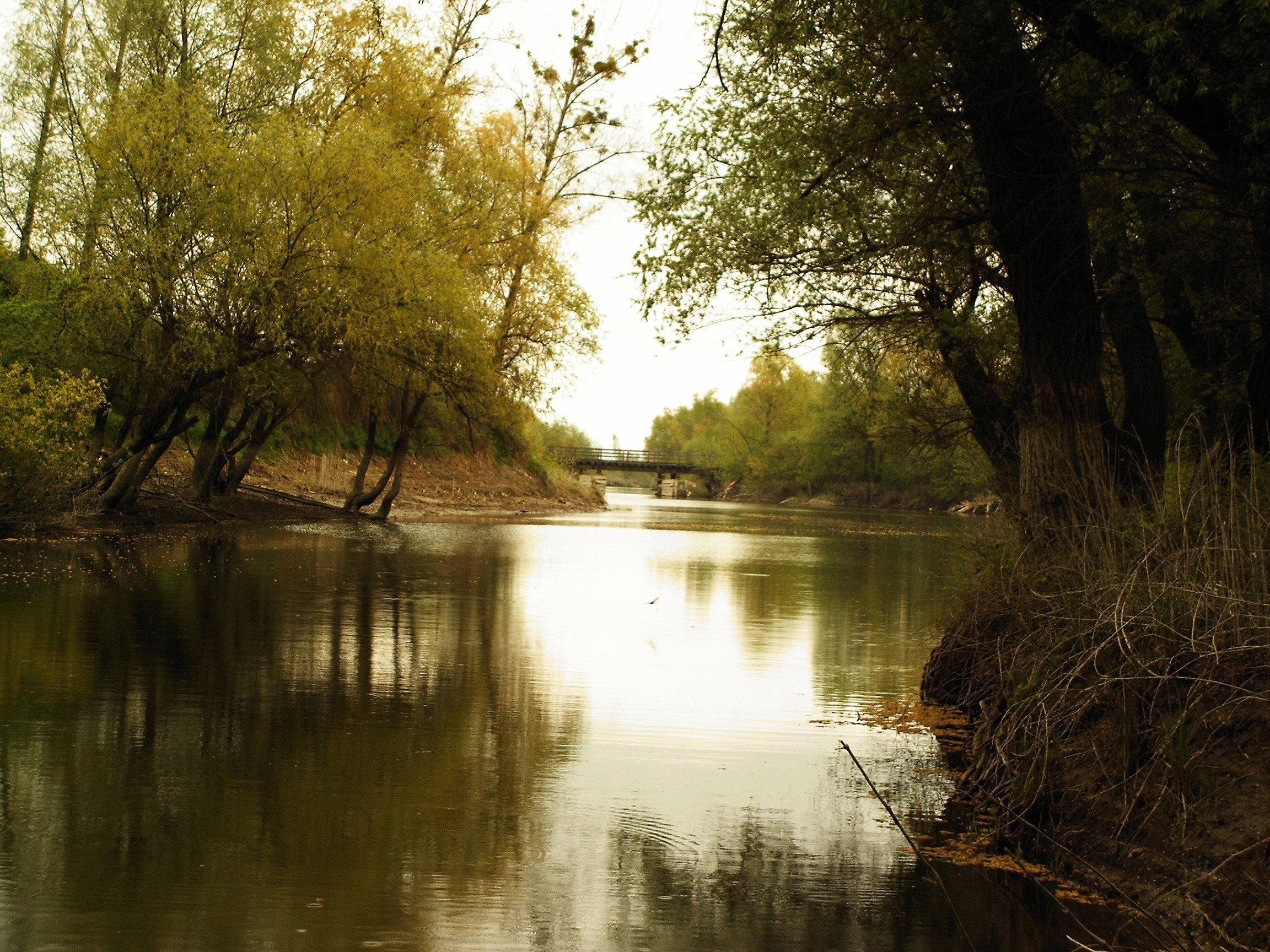
sông Bug
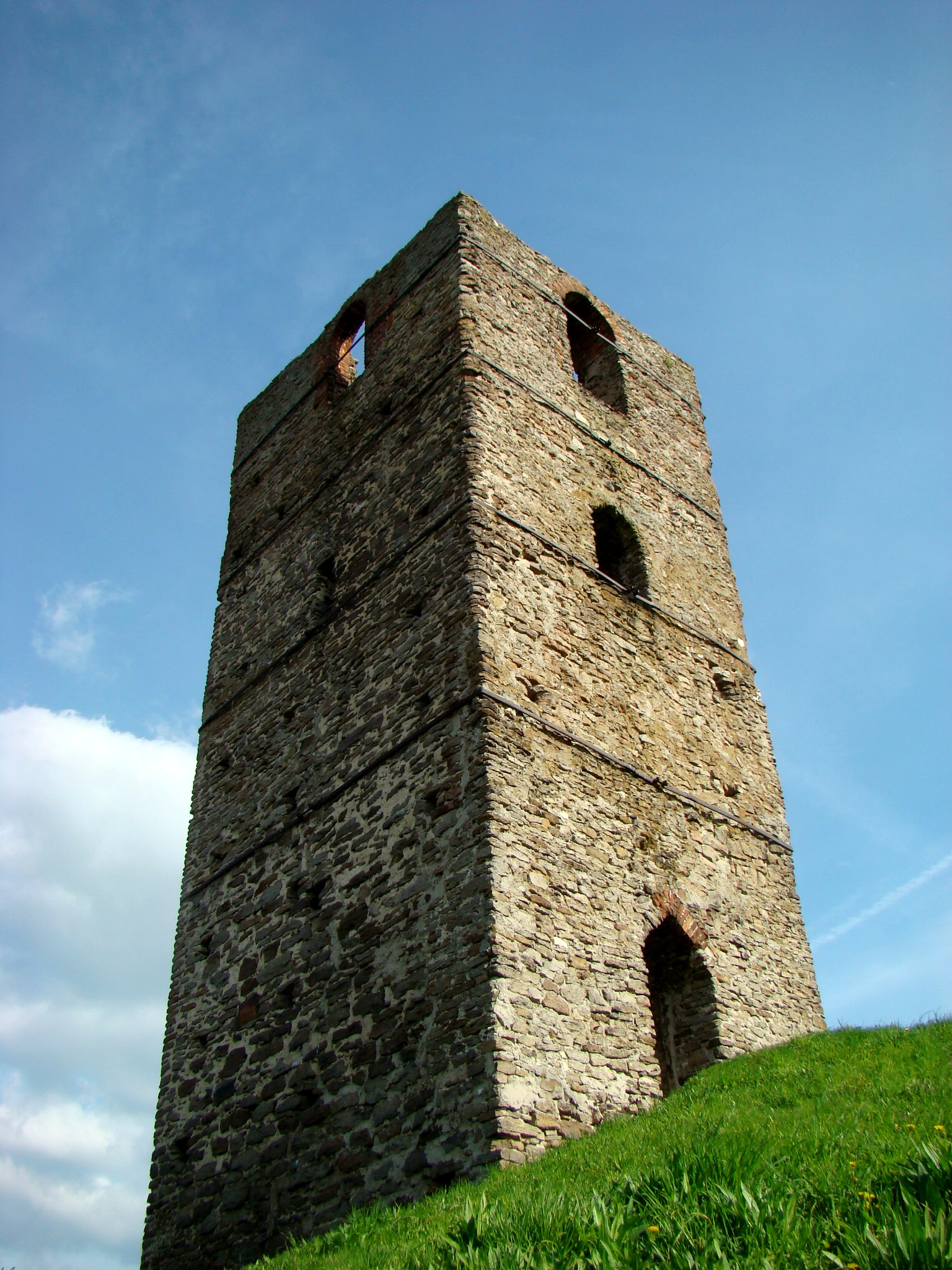
Stołpie
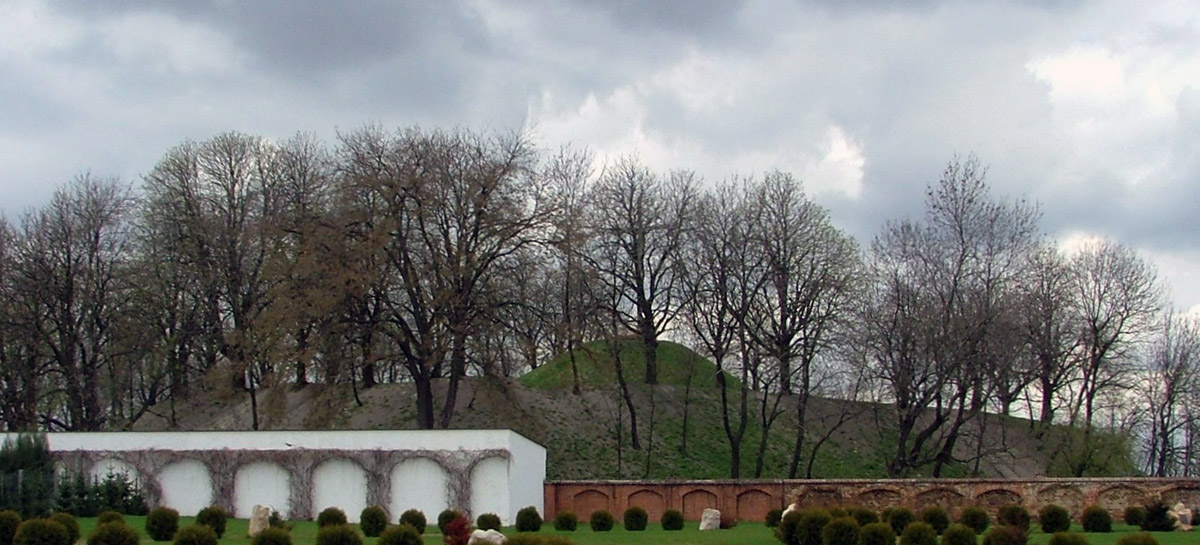
Gord (Chełm)
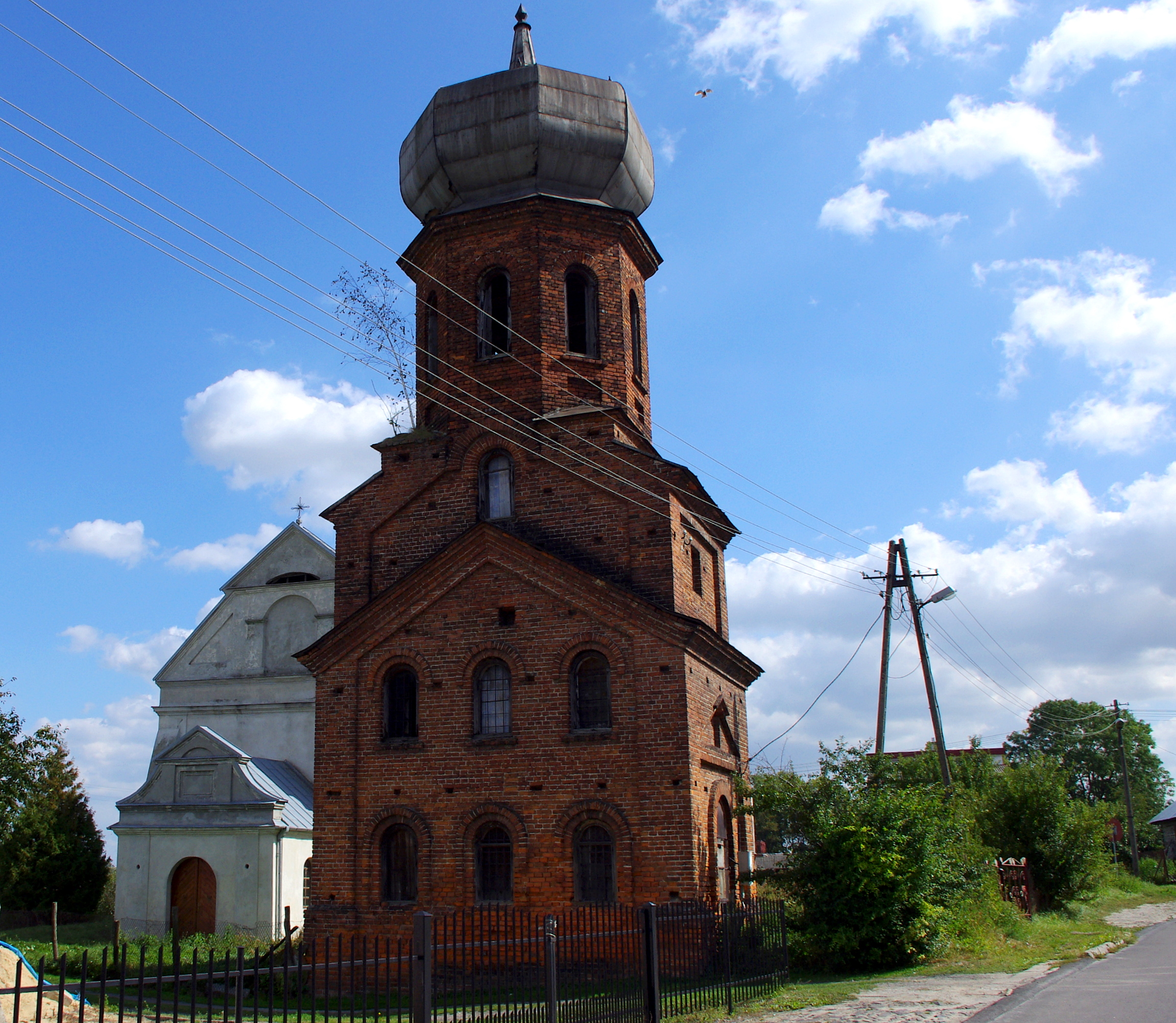
Wojsławice
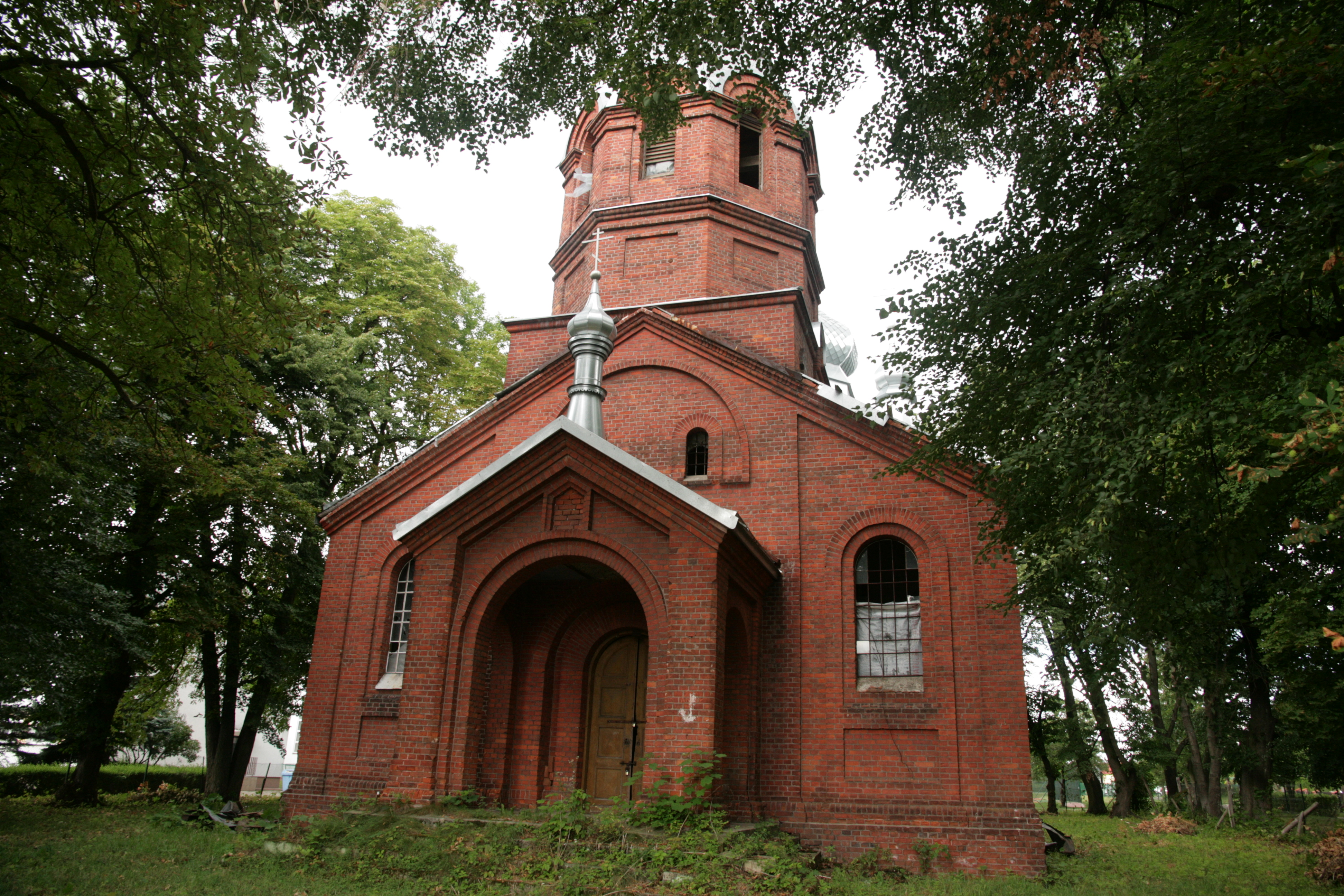
Dubienka
Một mảnh bản đồ dân tộc học của Aleksandr Rittikh với thành phần dân tộc của Kholmshchyna, 1875